# Dominic Lester
Dominic Lester ist ein Tonmeister.

## Leben
Lester begann seine Karriere Ende der 1980er Jahre und hatte sein Spielfilmdebüt mit Mike Newells Drama Schweigende Stimmen. In der Folge arbeitete er an zahlreichen Literaturverfilmungen, darunter Stürmische Leidenschaft, Was vom Tage übrig blieb und Sturm in den Weiden. Er war an mehreren auf den Werken von William Shakespeare basierenden Filmen beteiligt, wie Henry V., Othello und Hamlet. 
1999 war er für Shakespeare in Love gemeinsam mit Robin O’Donoghue und Peter Glossop für den Oscar in der Kategorie Bester Ton nominiert. Im selben Jahr waren die drei, gemeinsam mit John Downer, für Shakespeare in Love auch für den BAFTA Film Award in der Kategorie Bester Ton nominiert. Beide Preise gingen in diesem Jahr jedoch an Steven Spielbergs Kriegsfilm Der Soldat James Ryan.
2000 zog sich Lester aus dem Filmgeschäft zurück.

## Filmografie (Auswahl)
- 1987: Hamburger Hill
- 1989: Henry V. (Henry V)
- 1990: Nonnen auf der Flucht (Nuns on the Run)
- 1992: Stürmische Leidenschaft (Emily Brontë's Wuthering Heights)
- 1992: The Crying Game
- 1992: Wiedersehen in Howards End (Howards End)
- 1993: Viel Lärm um nichts (Much Ado About Nothing)
- 1993: Was vom Tage übrig blieb (The Remains of the Day)
- 1994: Mary Shelley’s Frankenstein
- 1995: Othello
- 1996: Hamlet
- 1996: Sturm in den Weiden (The Wind in the Willows)
- 1996: Was ihr wollt (Twelfth Night)
- 1998: Shakespeare in Love
- 1999: Notting Hill
- 2000: In stürmischen Zeiten (The Man Who Cried)

## Auszeichnungen (Auswahl)
- 1999: Oscar-Nominierung in der Kategorie Bester Ton für Shakespeare in Love
- 1999: BAFTA Film Award in der Kategorie Bester Ton für Shakespeare in Love